# Sucupira
Sucupira là một đô thị thuộc bang Tocantins, Brasil. Đô thị này có diện tích 1025,515 km², dân số năm 2007 là 1667 người, mật độ 1,63 người/km².